# فلاديمير نونيز
فلاديمير نونيز هو لاعب كرة قاعدة كوبي، ولد في 15 مارس 1975 في هافانا في كوبا.

## وصلات خارجية
- فلاديمير نونيز على موقعبيزبول رفرنس.كوم (الدوري الرئيسي) (الإنجليزية)
- فلاديمير نونيز على موقعبيزبول رفرنس.كوم (الدوري الثانوي) (الإنجليزية)